# Orthotrichia bullata
Orthotrichia bullata är en nattsländeart som beskrevs av Wells 1979. Orthotrichia bullata ingår i släktet Orthotrichia och familjen smånattsländor. Inga underarter finns listade i Catalogue of Life.